# Championnat d'Amérique du Sud de rugby à XV 1997
Navigation
Championnat 1995 Championnat 1998
Le Championnat d'Amérique du Sud de rugby à XV 1997 est une compétition de rugby à XV organisée par la Confederación sudamericana de rugby. La 20e édition se déroule du 24 août au 4 octobre 1997 et est remportée par l'équipe d'Argentine.

## Équipes participantes
- Argentine
- Chili
- Uruguay
- Paraguay

## Format
L'Argentine, le Chili, l'Uruguay et le Paraguay disputent des matchs sous la forme d'un tournoi. Le premier est déclaré vainqueur.

## Classement
| Rang | Nation        | J | V | N | D | Pm  | Pe  | Diff | Pts |
| ---- | ------------- | - | - | - | - | --- | --- | ---- | --- |
| 1    | Argentine (T) | 3 | 3 | 0 | 0 | 184 | 27  | +157 | 6   |
| 2    | Uruguay       | 3 | 2 | 0 | 1 | 116 | 82  | +34  | 4   |
| 3    | Chili         | 3 | 1 | 0 | 2 | 85  | 98  | -13  | 2   |
| 4    | Paraguay      | 3 | 0 | 0 | 3 | 25  | 203 | -178 | 0   |

|  | Vainqueur (no 1).        |
|  | T : Tenant du titre 1995 |

## Résultats
| 24 août 1997 | Uruguay | 32 – 17 | Chili | Montevideo |
| 24 août 1997 |         |         |       | Montevideo |
| 24 août 1997 |         |         |       | Montevideo |

| 30 août 1997 | Chili | 58 – 16 | Paraguay | Santiago |
| 30 août 1997 |       |         |          | Santiago |
| 30 août 1997 |       |         |          | Santiago |

| 13 septembre 1997 | Argentine | 78 – 0 | Paraguay | Corrientes |
| 13 septembre 1997 |           |        |          | Corrientes |
| 13 septembre 1997 |           |        |          | Corrientes |

| 20 septembre 1997 | Paraguay | 9 – 67 | Uruguay | Asuncion |
| 20 septembre 1997 |          |        |         | Asuncion |
| 20 septembre 1997 |          |        |         | Asuncion |

| 27 septembre 1997 | Uruguay | 17 – 56 | Argentine | Montevideo |
| 27 septembre 1997 |         |         |           | Montevideo |
| 27 septembre 1997 |         |         |           | Montevideo |

| 4 octobre 1997 | Paraguay | 50 – 10 | Chili | Mendoza |
| 4 octobre 1997 |          |         |       | Mendoza |
| 4 octobre 1997 |          |         |       | Mendoza |